# Мистецько-меморіальний музей-садиба Івана Миколайчука

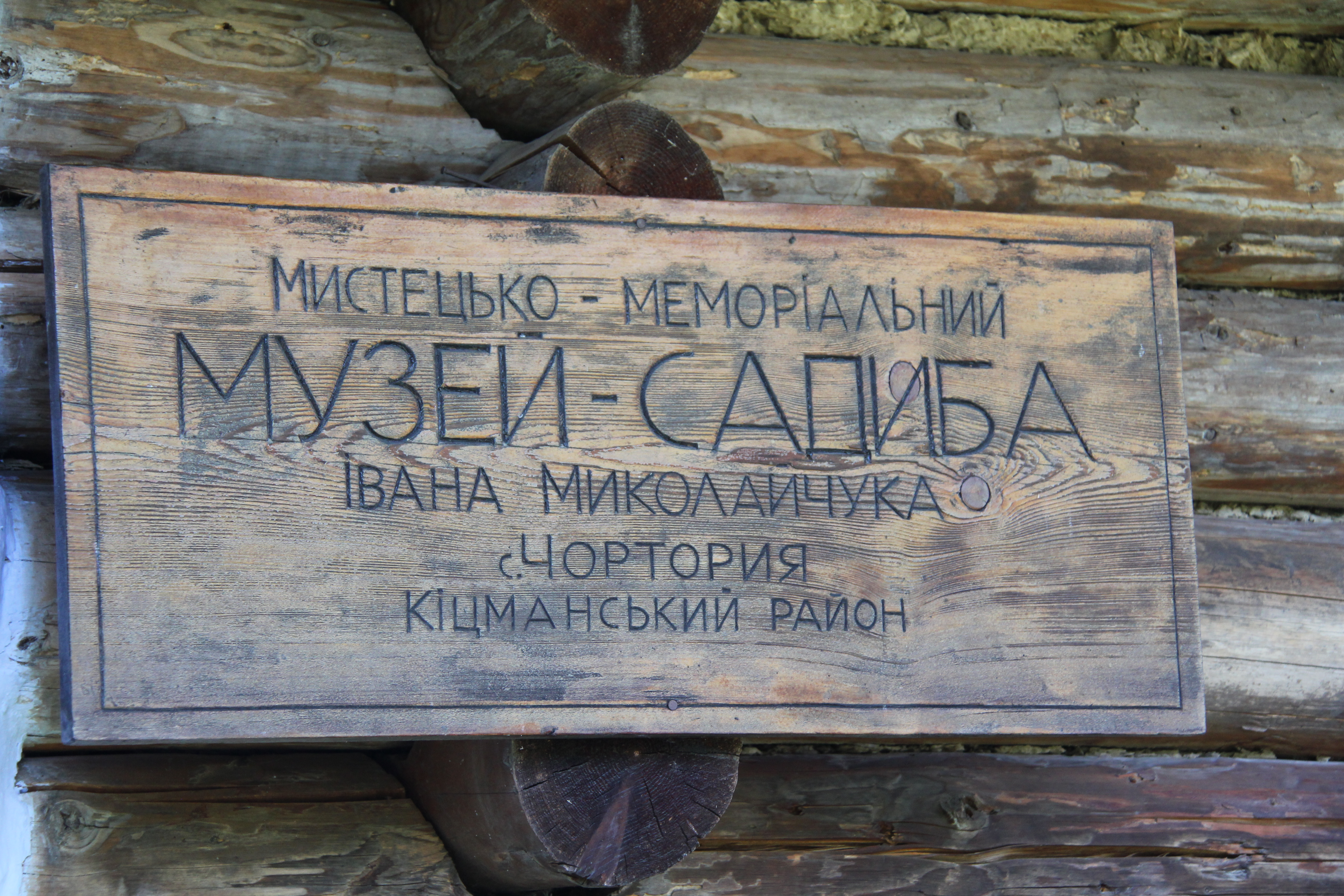
Табличка на стіні садиби-музею.

Мистецько-меморіальний музей-садиба Івана Миколайчука — музей у відбудованій хаті сім'ї українського актора та режисера Івана Миколайчука у селі Чортория Кіцманського району Чернівецької області. Реконструкцію хати було зроблено у 1991 році, чотирма роками після смерті актора. 2006 року відтворено криницю і встановлено бюст актору на дворі музею.
Основними експонатами музею є особисті речі Івана та його сім'ї, сімейні фотографії, народні костюми, література та інша друкована продукція, присвячена Миколайчуку. За музеєм доглядає старша сестра актора Фрозина Грицюк та племінник Василь Грицюк.

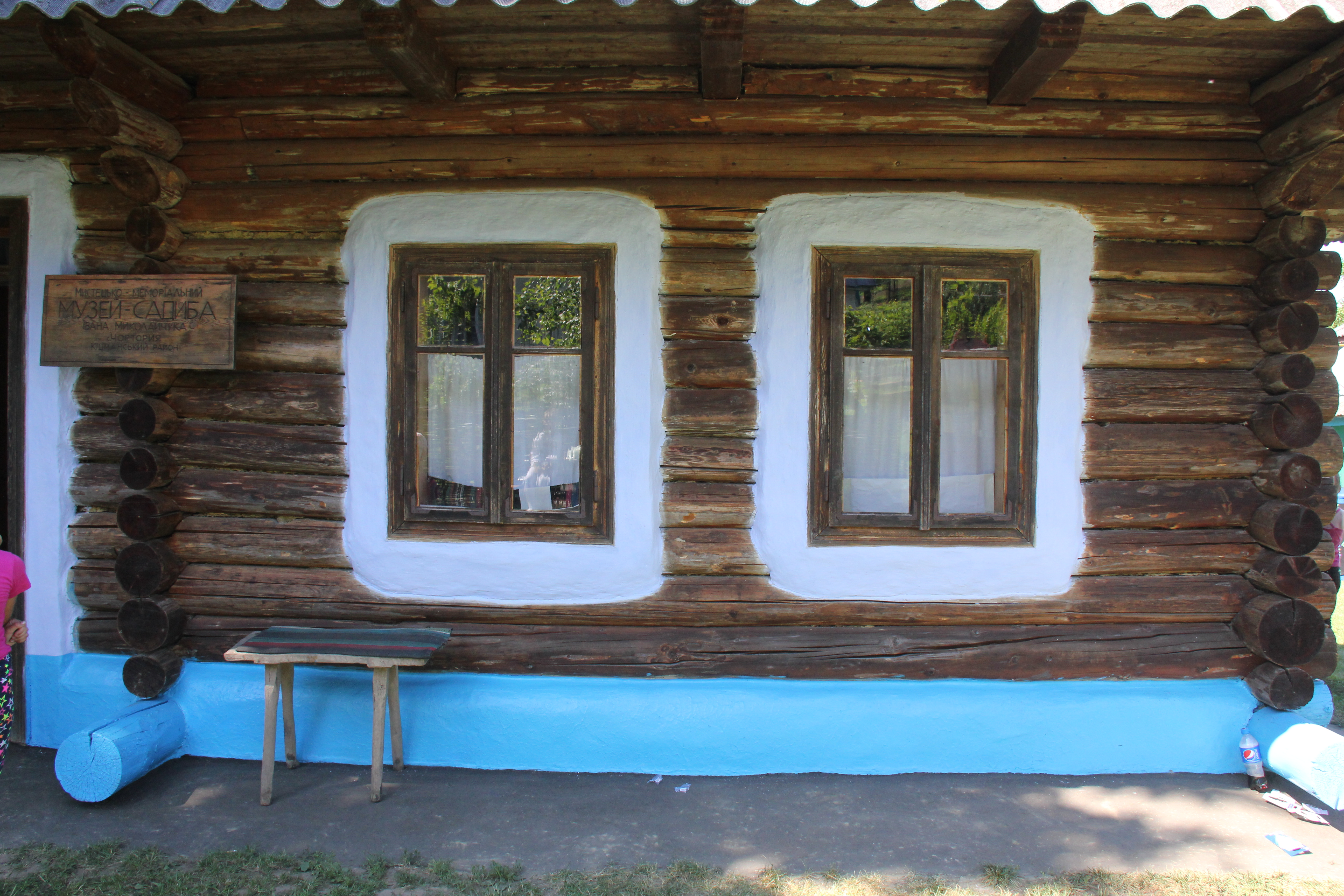
Зовнішній вигляд хати.

Щороку на день народження актора 15 червня приїжджають гості до музею, проводиться фестиваль "На гостини до Івана". 2016 року, у ювілей Миколайчука поряд з відомими акторами, режисерами та співаками музей-садибу відвідав Міністр культури України Євген Нищук.

## Галерея

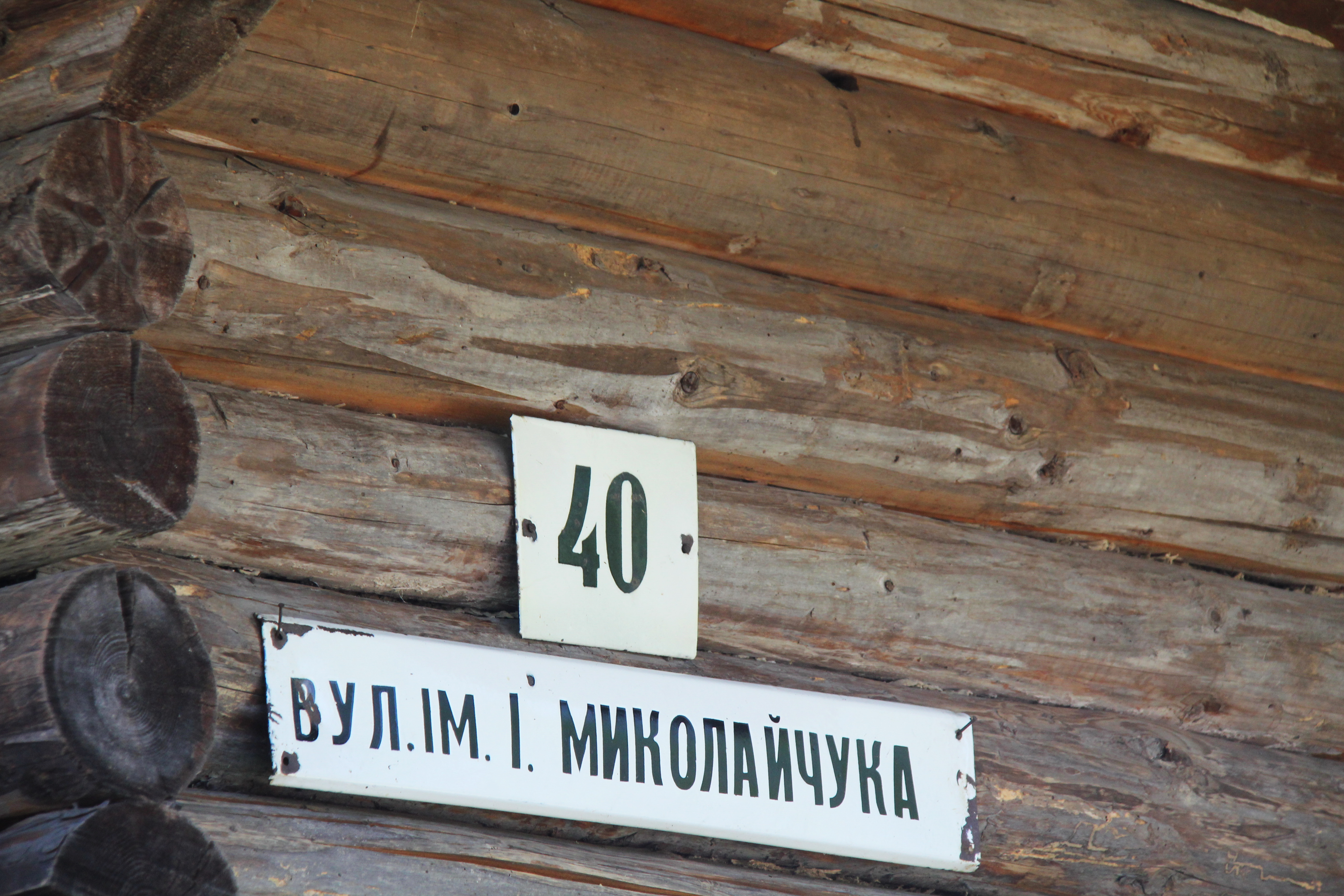
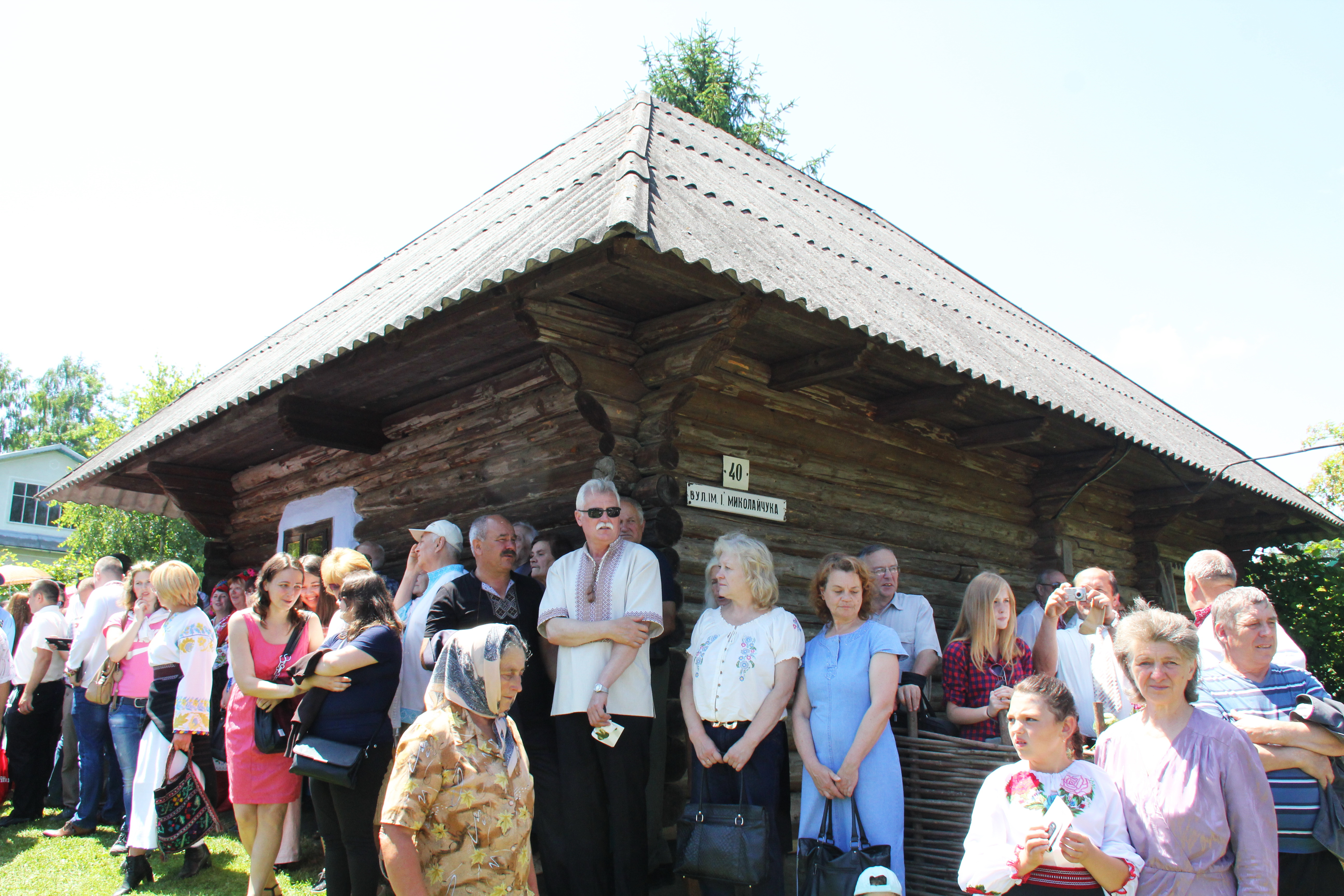
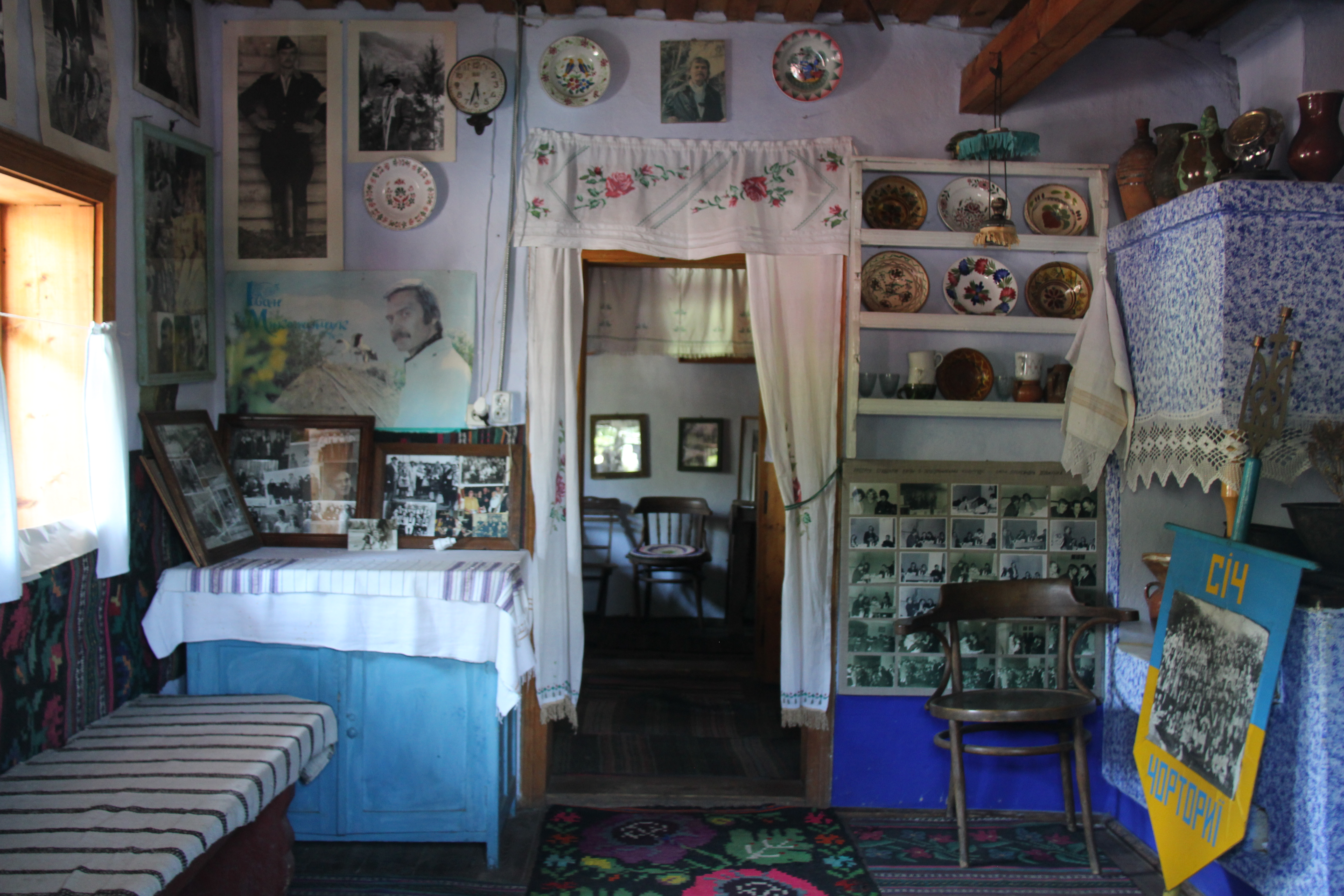
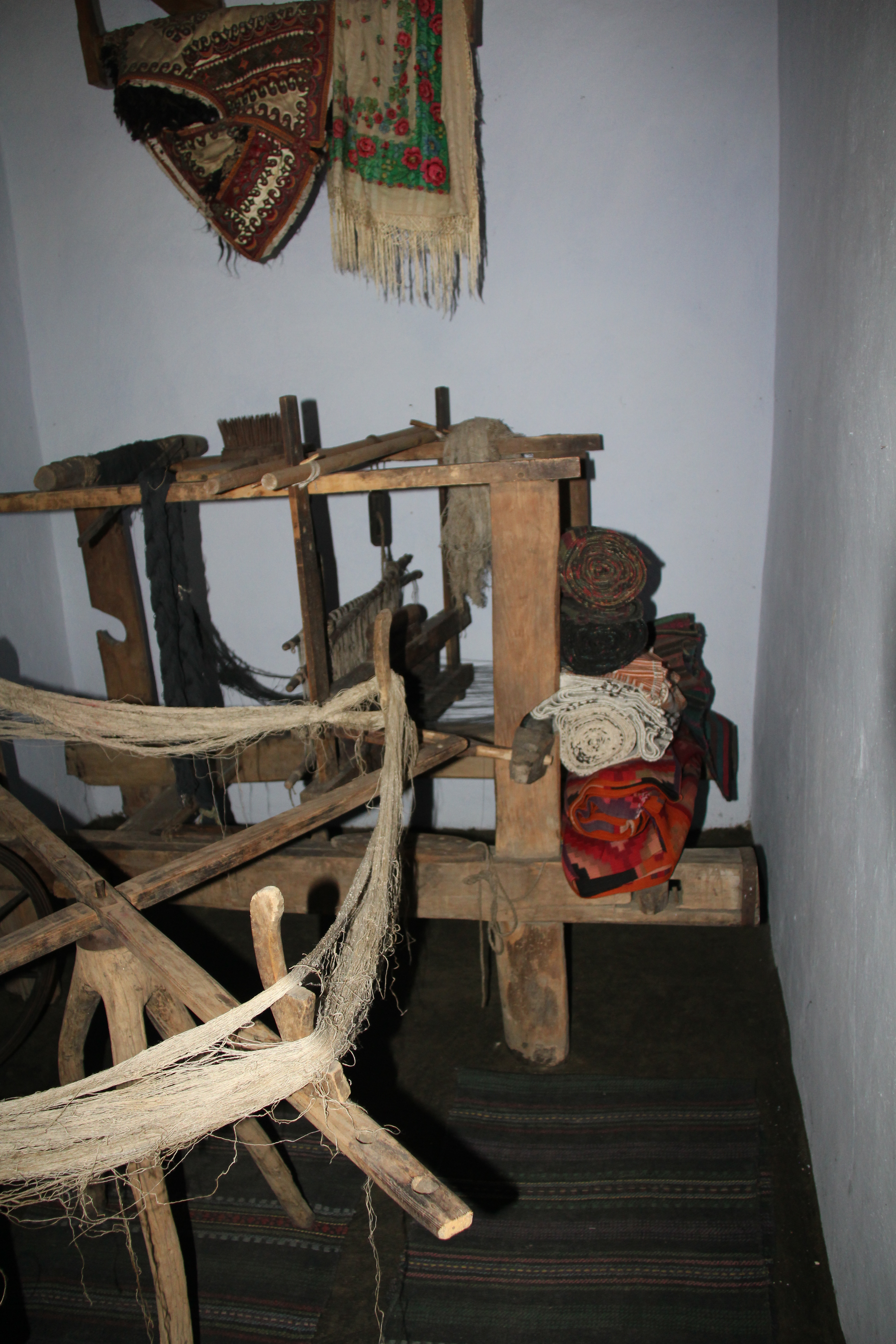
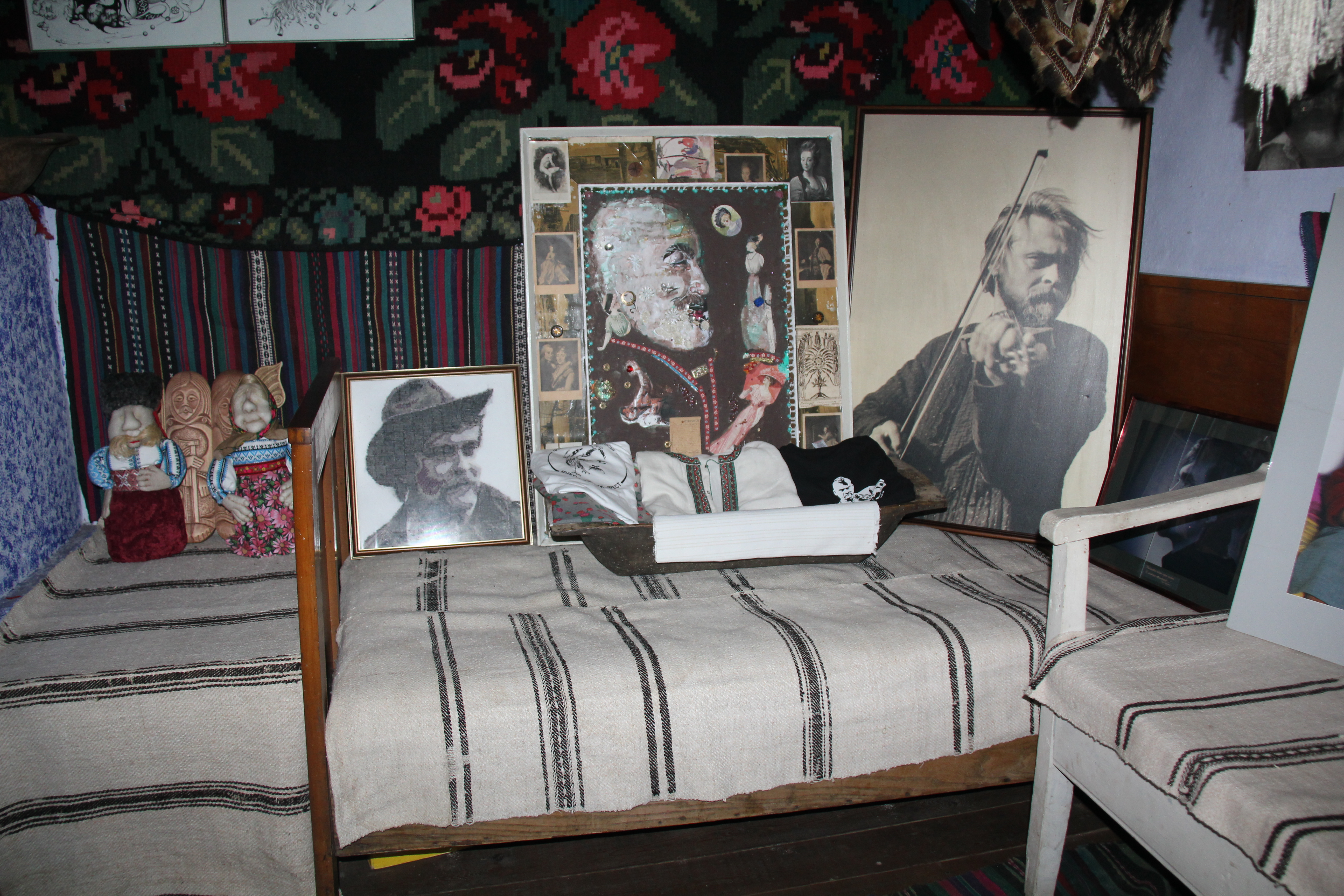
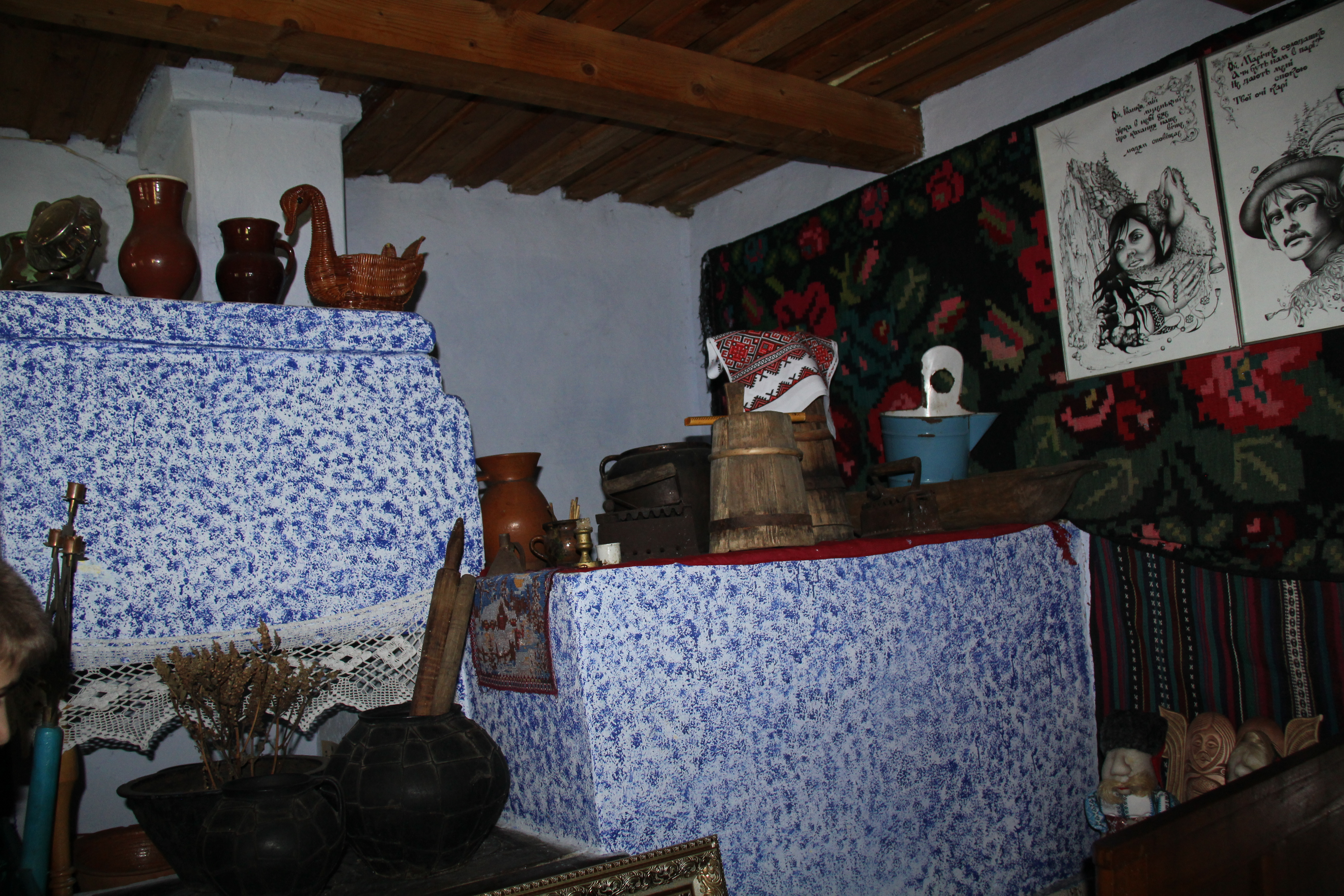
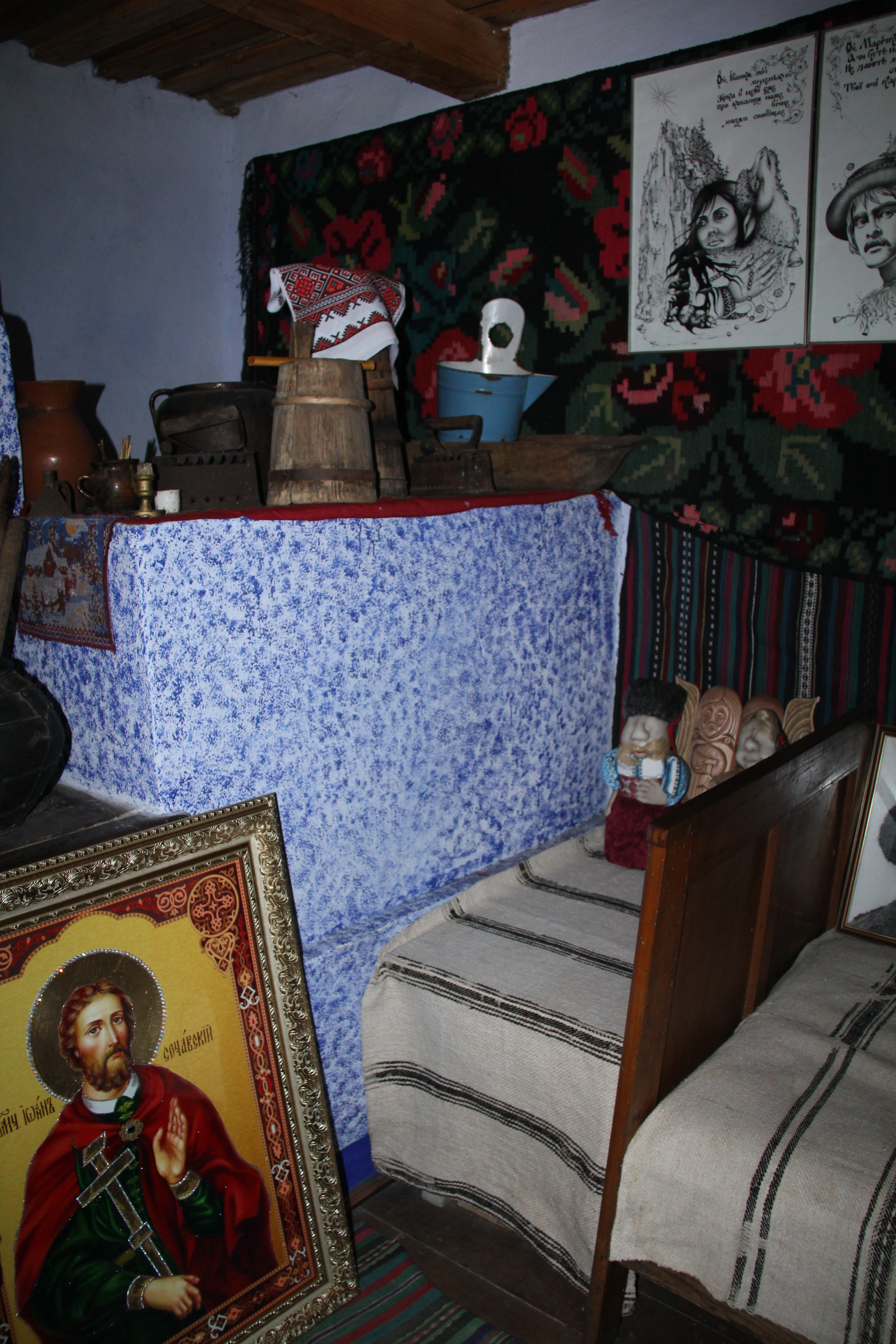
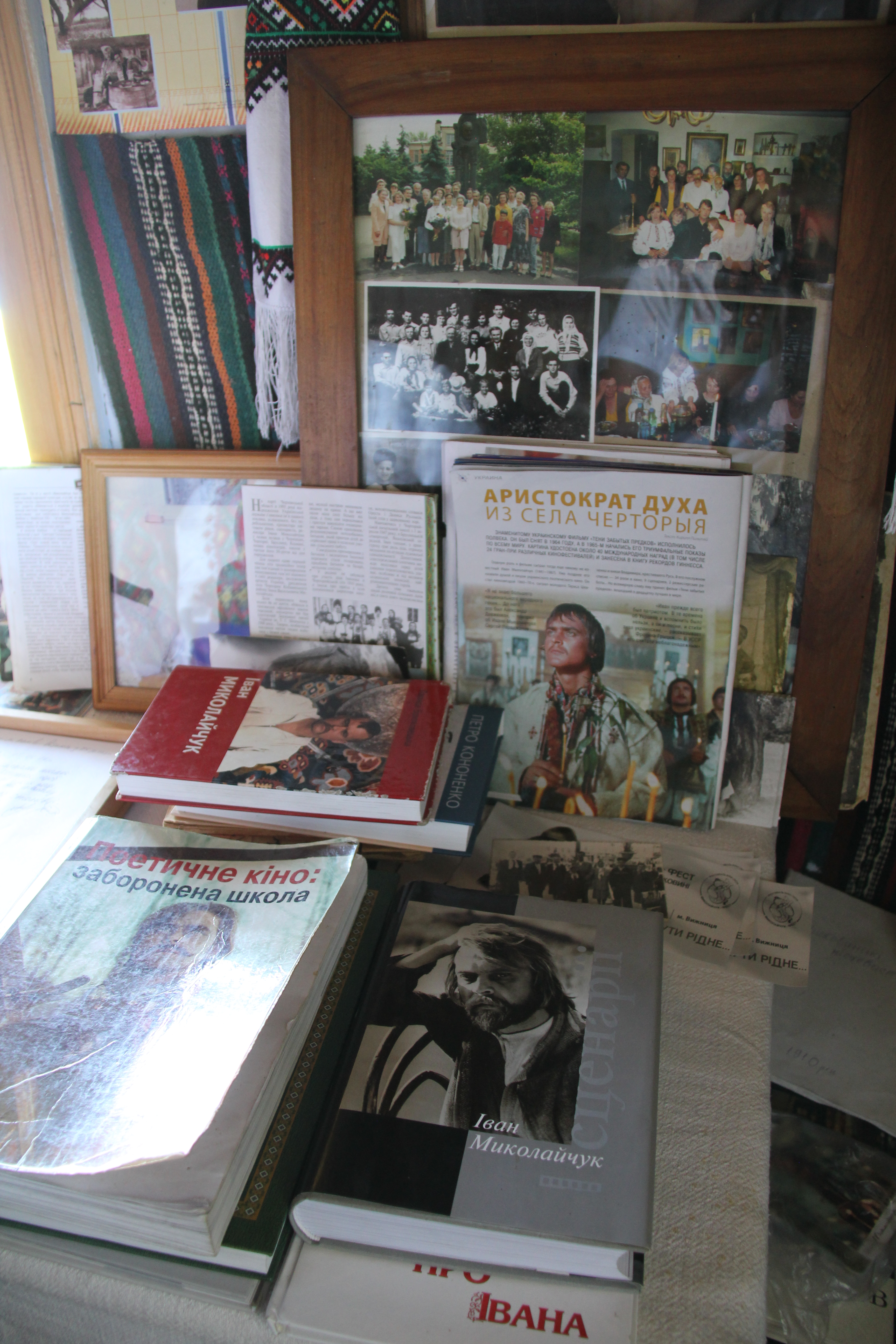
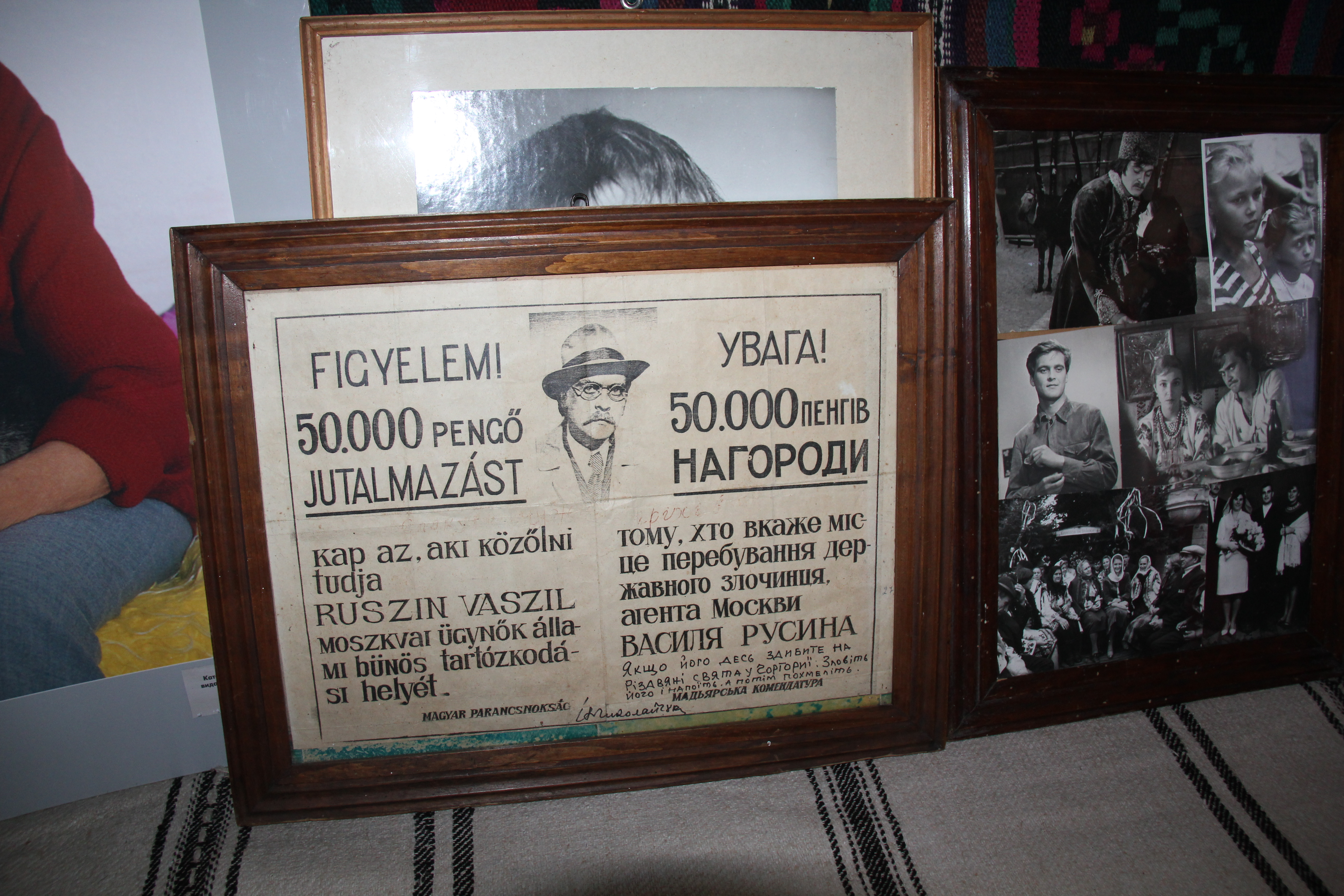

## Відео
- На фестивалі "На гостини до Івана" у Чорториї. Всередині музею-садиби Івана Миколайчука
- На фестивалі "На гостини до Івана" у Чорториї. Всередині музею-садиби Івана Миколайчука